# Hans Moritz Meyer
Hans Moritz Meyer (* 6. September 1910 in Ober Peilau, Landkreis Reichenbach, Provinz Schlesien; † 23. Juni 1978 in Memmingen) war ein deutscher Bibliothekar.

## Leben
Meyer besuchte das Johannisgymnasium in Breslau, anschließend studierte er Deutsch, Geschichte, Musikwissenschaft, Philosophie und Kunstgeschichte ebenfalls in Breslau. 1936 wurde er promoviert, 1937 legte er das Staatsexamen ab. Im selben Jahr ging er als Volontär an die Staats- und Universitätsbibliothek Breslau, 1938 an die Staatsbibliothek nach Berlin. Dort legte er 1939 die bibliothekarische Fachprüfung ab und wurde 1940 Bibliothekar.
Von 1940 bis 1945 wurde Meyer an die Staats- und Universitätsbibliothek nach Posen abgeordnet, wo er stellvertretender Direktor war. Nach dem Krieg wurde er 1950 Bibliotheksrat und stellvertretender Direktor der Landesbibliothek in Speyer, 1956 ging er ebenfalls als stellvertretender Direktor an die Stadt- und Landesbibliothek Dortmund. Dort wurde er 1958 Direktor und 1972 Leitender Bibliotheksdirektor, was er allerdings nur zwei Jahre, bis 1974, blieb. In Dortmund konnte er seine Vorstellungen bei den Planungen für einen Neubau einbringen und 1958 das „Haus der Bibliotheken“ eröffnen, in dem auch das Institut für Zeitungsforschung untergebracht war.
Meyer gab seit 1959 die „Westfälische Bibliographie“ mit heraus.

## Schriften (Auswahl)
- Das Übersinnliche bei Hermann Stehr, Berlin: Ebering 1936 (Germanische Studien; 179).
- zusammen mit Barbara-Maria Meyer-Marwan: Dr. Alfred Lattermann. Bibliographie seiner Veröffentlichungen mit einem Nachruf von Hans Moritz Meyer, Posen [u. a.] 1944.
- Bibliographien zur heutigen deutschen Ostforschung, Dortmund: [Stadt- u. Landesbibliothek] 1958.
- Haus der Bibliotheken Dortmund. Eine Baubeschreibung. In: Zeitschrift für Bibliothekswesen und Bibliographie, Jg. 6 (1959), H. 1.
- Ferdinand Freiligrath zum 150. Geburtstag, Dortmund 1960 (Mitteilungen / Stadt- und Landesbibliothek; N.F., H. 1).
- Christian Dietrich Grabbe. 11.12.1801 – 12.9.1836, Dortmund 1961 (Mitteilungen / Stadt- und Landesbibliothek Dortmund; N.F., H. 2)
- Ludwig Baete zum 70. Geburtstag, Dortmund 1962 (Mitteilungen / Stadt- und Landesbibliothek Dortmund; N.F., H. 3).
- Die Musikabteilung, Dortmund 1962 (Mitteilungen / Stadt- und Landesbibliothek Dortmund; N.F., H. 4).
- Friedrich Wilhelm Weber. 25. Dezember 1813 – 5. April 1894, Dortmund 1963 (Mitteilungen / Stadt- und Landesbibliothek Dortmund; N.F., H. 5).